# Mario Benedetti
Mario Orlando Hamlet Hardy Brenno Benedetti Farugia, més conegut com a Mario Benedetti, (Paso de los Toros, 14 de setembre de 1920 - Montevideo, 17 de maig de 2009) va ser un poeta, assagista i escriptor uruguaià pertanyent a la Generació del 45, i una de les personalitats més destacades de la literatura en llengua castellana de l'última meitat del segle xx.
La seva prolífica producció literària va incloure més de 80 llibres, molts dels quals van ser traduïts a 20 idiomes.

## Biografia
Benedetti va néixer el 14 de setembre de 1920 a la localitat uruguaiana de Paso de los Toros, sent fill de Brenno Benedetti i de Matilde Farugia, fou batejat amb cinc noms.
A causa de problemes econòmics, la seva família es trasllada a Montevideo quan ell tenia quatre anys, on va cursar els estudis primaris. Iniciats els estudis secundaris al Liceo Miranda, els va haver de continuar per lliure a causa de la situació econòmica familiar, i va començar a treballar a la Will L. Smith, S.A., repuestos para automóviles a partir dels catorze anys.
Entre el 1938 i el 1941 va viure de forma gairebé ininterrompuda a Buenos Aires (Argentina).
El 1945 forma part de l'equip de redacció del setmanari Marcha, on va romandre fins que aquest va ser clausurat per la dictadura el 1974. El 1954 en va ser nomenat director literari.
El 23 de març de 1946 es casa amb Luz López Alegre, el seu gran amor i companya de vida, a la qual dedica molts dels seus poemes al llarg de la seva obra. El 1948 dirigeix la revista literària Marginalia, i publica el volum d'assaigs Peripecia y novela.
El 1949 és membre del consell de redacció de Número, una de les revistes literàries més destacades de l'època. En aquestes dates, també participa activament en el moviment contra el tractat militar entre el seu país i els Estats Units, en la que és la seva primera acció com a militant progressista. Amb la compilació de contes Esta mañana obté el premi literari organitzat pel Ministeri d'Instrucció Pública, que guanyaria en repetides ocasions, abans de renunciar a participar-hi per desacords amb la reglamentació d'aquest el 1958.
El 1964 treballa de crític teatral i és codirector de la pàgina literària setmanal al diari La mañana. També col·labora com a humorista a la revista Peloduro i com a crític de cinema a La tribuna popular. El mateix any viatja a Cuba per participar com a jurat del concurs "Casa de les Amèriques", i participa en una trobada amb el poeta Rubén Darío. Així mateix, viatja a Mèxic per participar en el "II Congrés Llatinoamericà d'Escriptors". Participa en el Congrés Cultural de L'Havana amb la ponència "Sobre les relacions entre l'home d'acció i l'intel·lectual" i esdevé membre del consell de direcció de la "Casa de les Amèriques". El 1968 crea i dirigeix el centre d'investigacions literàries d'aquesta darrera entitat.
En l'àmbit polític, el 1971 funda, conjuntament amb altres ciutadans, el Movimiento de Independientes 26 de marzo organització que ben aviat s'integrarà a la coalició d'esquerres Front Ampli.
El mateix any el nomenen director del Departament de Literatura Hispanoamericana a la Facultat d'Humanitats i Ciències de la Universitat de la República; i publica Crónica del 71, recull d'editorials polítics publicats principalment al setmanari Marcha, així com un poema inèdit i tres discursos pronunciats durant la campanya electoral del Frente Amplio. També publica Los poemas comunicantes, amb entrevistes a diversos poetes llatinoamericans.
El 1973, després del cop d'estat militar, en vista de les seves conegudes posicions marxistes, es veu forçat a abandonar l'Uruguai, renunciant al seu càrrec a la Universitat, i s'exilia a Buenos Aires. En aquesta etapa recorre l'Argentina, el Perú, Cuba i Espanya. Al llarg dels deu anys d'exili visqué allunyat del seu país i de la seva esposa, que va romandre a l'Uruguai cuidant de les mares de tots dos.
El 1976 torna a Cuba, aquesta vegada com a exiliat, i es reincorpora al consell de direcció de la "Casa de les Amèriques". El 1980 es trasllada a viure a Palma. Dos anys després inicia una col·laboració setmanal a les pàgines d'opinió del diari madrileny El País. El mateix any Cuba li atorga l'Ordre Félix Varela. El 1983 trasllada la seva residència a Madrid.
El març de 1983 retorna a l'Uruguai, i inicia un període que ell mateix ha anomenat "desexili" i que ha estat motiu de moltes de les seves obres; passa a formar part del consell editor de la nova revista Brecha, que continua el projecte de Marcha, interromput per la dictadura el 1974.
El 1986 rep el Premi Hristo Botev de Bulgària, per la seva obra poètica i assagística; i el 1987 és guardonat per Amnistia Internacional amb el Premi Flama d'Or per la seva novel·la Primavera con una esquina rota. El 1989 és condecorat amb la Medalla Haydeé Santamaría per l'estat Cubà.
El 1997 és investit Doctor Honoris Causa per la Universitat d'Alacant; i el 1999 és guardonat amb el Premi Reina Sofía de Poesia Iberoamericana i l'any 2000 amb el Premi Iberoamericà José Martí.
Els reconeixements públics no s'aturen, i el 2004 rep el Premi Etnosur. El mateix any es presenta a Roma (Itàlia) un documental sobre la seva vida i la seva poesia titulat Mario Benedetti y otras sorpresas.
El 2005 presenta el poemari Adioses y bienvenidas; i se li adjudica el premi internacional que atorga la Universitat Internacional Menéndez Pelayo.
Morí el diumenge 17 de maig de 2009 al seu domicili de Montevideo (Uruguai), a l'edat de 88 anys, segons informaren fonts pròximes al seu entorn familiar. Benedetti fou donat d'alta de l'hospital el 6 de maig, després d'haver-hi estat ingressat dotze dies a causa d'una malaltia intestinal. Els darrers anys de la seva vida els repartí a cavall del seu país i l'Estat espanyol.

## Obres
| - La víspera indeleble, 1946. - Esta mañana y otros cuentos, 1949. - Sólo mientras tanto, 1950. - Quién de nosotros, 1953. - Poemas de la oficina, 1956. - El reportaje, 1958. - Montevideanos, 1959. - La tregua, 1960. - El país de la cola de paja, 1960. - Poemas del hoyporhoy, 1961. - Inventario uno, 1963. - Noción de patria, 1963. - Ida y vuelta, 1963. - Próximo prójimo, 1965. - Gracias por el fuego, 1965. - Contra los puentes levadizos, 1966. - Letras del continente mestizo, 1967. - Datos para el viudo, 1967. - A ras de sueño, 1967. - La muerte y otras sorpresas, 1968. - El cumpleaños de Juan Ángel, 1971. - Letras de emergencia, 1973. - El escritor latinoamericano y la revolución posible, 1974. - Con y sin nostalgia, 1977. - La casa y el ladrillo, 1977. - Pedro y el Capitán, 1979. - Cotidianas, 1979. - Notas sobre algunas formas subsidiarias de la penetración cultural, 1979. - Viento del exilio, 1981. |  | - Primavera con una esquina rota, 1982. - Geografías, 1984. - El desexilio y otras conjeturas, 1984. - Preguntas al azar, 1986. - Cultura entre dos fuegos, 1986. - Yesterday y mañana, 1987. - Subdesarrollo y letras de osadía, 1987. - Canciones del más acá, 1988. - Recuerdos olvidados, 1988. - Despistes y franquezas, 1989. - La cultura, eje blanco móvil, 1989. - Las soledades de Babel, 1991. - La realidad y la palabra, 1991. - La borra del café, 1992. - Perplejidades de fin de siglo, 1993. - Inventario dos, recopilación 1994. - El amor, las mujeres y la vida, 1995. - El olvido está lleno de memoria, 1995. - Andamios, 1996. - La vida ese paréntesis, 1998. - Buzón de tiempo, 1999. - Rincón de Haikus, 1999. - El mundo que respiro, 2001. - El porvenir de mi pasado, 2003. - Existir todavía, 2003. - Memoria y esperanza, 2004. - En defensa propia. 2004. - Adioses y bienvenidas, 2005. - Canciones del que no canta, 2006. |  |  |